# Ruth Renick
Ruth Renick, nata Ruth Griffin (Colorado City, 23 settembre 1893 – Hollywood, 7 maggio 1984), è stata un'attrice statunitense.
Nella sua carriera fu diretta da registi quali William C. de Mille, Victor Fleming, Henry King, Wallace Worsley, William Desmond Taylor.

## Biografia
Proveniente dal teatro, dove aveva cominciato a recitare fin dagli anni del liceo, incominciò a lavorare per il cinema alla fine degli anni dieci. Dopo qualche ruolo minore, nel 1920 fu la protagonista femminile di Un pulcino nella stoppa accanto a Douglas Fairbanks, girato in parte in Arizona, nella riserva indiana Hopi. 
La sua carriera si svolse essenzialmente negli anni venti. Dopo l'avvento del sonoro, le vennero affidate parti minori o di figura di contorno. Si ritirò dal cinema nel 1938.

## Filmografia
- Hawthorne of the U.S.A., regia di James Cruze (1919)
- Victory, regia di Maurice Tourneur (1919)
- The White Dove, regia di Henry King (1920)
- Un pulcino nella stoppa (The Mollycoddle), regia di Victor Fleming (1920)
- Conrad in Quest of His Youth, regia di William C. de Mille (1920)
- The Parish Priest, regia di Joseph Franz (1920)
- She Couldn't Help It, regia di Maurice Campbell (1920)
- The Jucklins, regia di George Melford (1921)
- What's a Wife Worth?, regia di William Christy Cabanne (1921)
- The Witching Hour, regia di William Desmond Taylor
- Children of the Night, regia di John Francis Dillon (1921)
- The Golden Snare, regia di David M. Hartford (1921)
- Bar Nothing, regia di Edward Sedgwick (1921)
- The Fire Bride, regia di Arthur Rosson
- The Men of Zanzibar, regia di Rowland V. Lee (1922)
- Roughshod, regia di B. Reeves Eason (1922)
- Rags to Riches, regia di Wallace Worsley (1922)
- Long Live the King, regia di Victor Schertzinger (1923)
- Conductor 1492, regia di Frank Griffin, Charles Hines (1924)
- Dog Scents, regia di Francis Ford - cortometraggio (1926)
- Ask Dad, regia di Hugh Faulcon - cortometraggio 1927
- Trouble from Abroad, regia di Mark Sandrich (1931)
- L'amante (Possessed), regia di Clarence Brown (1931)
- Risveglio (West of Broadway), regia di Harry Beaumont (1931)
- 45 Calibre Echo, regia di Bruce Mitchell (1932)
- Cannonball Express, regia di Wallace Fox (1932)
- Rasputin e l'imperatrice (Rasputin and the Empress), regia di Richard Boleslavsky (1932)
- L'amante sconosciuta (Evelyn Prentice), regia di William K. Howard (1934)
- Furia (Fury), regia di Fritz Lang (1936)
- Change of Heart, regia di James Tinling (1938)